# Bhima
Bhima (el Terrible) és un riu de l'Índia que neix a les muntanyes Bhimashankar, prop de Karjat als Ghats Occidentals. Corre durant 725 km per Maharashtra, Karnataka i Andhra Pradesh. És el principal afluent del Krishna o Kistna que al seu torn és un dels dos principals rius de Mahrashtra sent l'altre el Godavari) en el que desaigua prop de Narsingpur, poble al costat de Solapur. La seva conca és de 48.631 km² (75% a Maharashtra) i més de quinze milions de persones viuen a la seva vora.

## Afluents
- Kundali
- Kumandala
- Ghod
- Bhama.
- Indrayani.
- Riu Mula
- Mutha
- Pavna
- Chandani.
- Kamini
- Moshi
- Bori.
- Sina.
- Riu Man
- Bhogwati
- Nira